# 28853 Bukhamsin
28853 Bukhamsin è un asteroide della fascia principale. Scoperto nel 2000, presenta un'orbita caratterizzata da un semiasse maggiore pari a 2,9028519 UA e da un'eccentricità di 0,0169435, inclinata di 3,17242° rispetto all'eclittica.